# Loxostege nigrirenalis
Loxostege nigrirenalis là một loài bướm đêm trong họ Crambidae.